# Rikuda Potasz
Rikuda Potasz (hebr. רִיקוּדָה פּוֹטַש, ur. 1903 lub 1906 w Częstochowie lub Skale, zm. 15 maja 1965 w Jerozolimie) – żydowska poetka polskiego pochodzenia tworząca w jidysz. 

## Życiorys
Data i miejsce urodzenia Potasz nie są jasne: według starszych źródeł urodziła się w 1903 roku, a według późniejszych w 1906 roku. W niektórych miejscem urodzenia jest Częstochowa, w innych Skała. Pochodziła z zamożnej częstochowskiej rodziny Chany i Jekutiela. Nadano jej imię Rachela, które zmieniła w młodym wieku na Rikudę – imię pochodzące od hebrajskiego rdzenia znaczącego taniec. Jej ojciec Jekutiel Potasz był korespondentem „Unzer Leben”, a starszy brat Mordechaj Narkiss kuratorem sztuki. 
Wychowała się w Skale, gdzie otrzymała rzetelne religijne wychowanie. Okolica była inspiracją dla jej pierwszych wierszy. Choć z początku pisała po polsku, debiutując w 1920 roku na łamach czasopisma „Świat”, pod wpływem pogromu lwowskiego zaczęła tworzyć w jidysz. W 1922 roku zadebiutowała w jidysz na łamach „Lodzer volksblat”, publikując utwór Tsvey lider. 
W 1924 roku przeprowadziła się do Łodzi, gdzie później wyszła za mąż za poetę i dziennikarza Chaima Lejba Fuksa. Małżeństwo miało córkę Awiwę, która urodziła się w 1926 roku. Potasz dołączyła do łódzkiej grupy literackiej. Wraz z mężem i młodymi literatami Icchakiem Goldkornem i Mirlem Erdbergiem była regularnym gościem u Miriam Ulinower. Jej twórczość poetycka i prozatorska (opowiadania, nowele) ukazywała się na łamach gazet „Folksblat” i „Łodzier Togblat” oraz magazynów literackich „Szweln” oraz „Ilustrirte Woch”. Zajmowała się także tłumaczeniem literackim z polskiego na jidysz. Przełomem w jej karierze było ukazanie się w 1928 roku czterech wierszy w antologii Jidisze dichterins. Antologie pod redakcją Ezry Kormana. W 1934 roku opublikowała pierwszy tomik poetycki Wynt ojf klawiszn. 
W 1934 roku, po rozwodzie z Fuksem, wyjechała z córką do Palestyny. Osiadła w Jerozolimie. Nadal tworzyła w jidysz, działając na rzecz zachowania języka. Pisała wierszem wolnym, charakterystyczną cechą jej twórczości było częste zastosowanie antropomorfizacji. W Palestynie wydała kolejne tomiki poetyckie: Fun Kidron tol i Molad iber Timna. W Fun Kidron tol (1952) poruszyła bieżące tematy, opisując na przykład emocje matek, które utraciły synów na wojnie, czy wspominając bliskich, którzy zginęli w Zagładzie. Pisarz Szalom Asz nazwał Potasz „poetką Jerozolimy”, a poeta Jakub Glatsztejn podkreślał jej rolę w tworzeniu nowego jidysz dla nowego kraju, doceniając oryginalność jej poezji.  
Pośmiertnie ukazały się zbiory Lider oraz In geslech fun Jeroszolaim (1968, jedyny zbiór prozy Potasz). W In geslech fun Jeroszolaim zebrano opowiadania wcześniej publikowane w prasie, które opisywały pierwsze pokolenie jerozolimskich imigrantów z różnych zakątków świata. Na tle innych twórców jidysz Potasz wyróżniała się uwagą, jaką poświęcała mizrachijskim kobietom w swojej twórczości.  
Od 1935 roku do końca życia pracowała jako bibliotekarka w muzeum Bezalel. Zmarła 15 maja 1965 roku w Jerozolimie.  
Po polsku jej twórczość ukazała się na łamach magazynu „Cwiszn”, a także w antologiach Sztetl, szund, bunt i Palestyna: antologia twórczości literackiej Żydów w Łodzi (1905–1939) z 2017 roku oraz Moja dzika koza. Antologia poetek jidysz z 2018 roku.  